# Incident 26. února

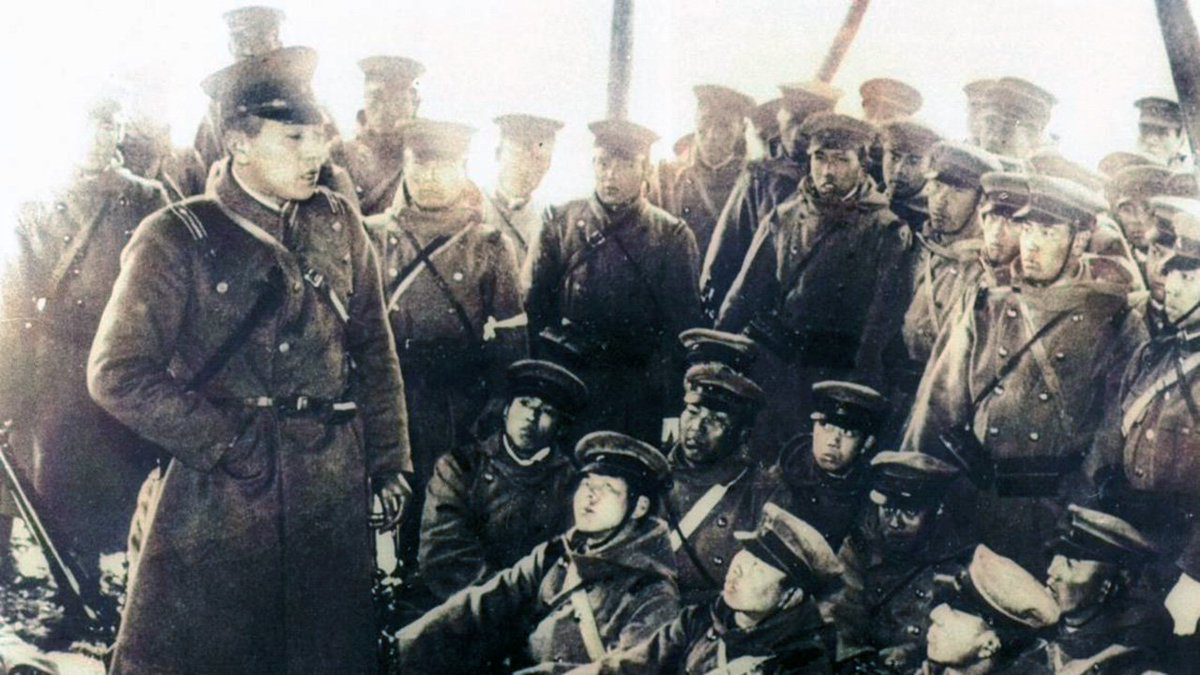
Čú'i (歩兵中尉 ~ nadporučík) Jošitada Niu se svými muži 26. února 1936. V procesu 5. července 1936 byl Niu odsouzen k trestu smrti

Incident 26. února (japonsky 二・二六事件 Ni-niroku džiken) byl neúspěšný puč mladých důstojníků japonské císařské armády, ke kterému došlo ve dnech 26. až 29. února 1936. Ráno 26. února obsadilo přibližně 1500 vzbouřenců Tokio a podařilo se jim zabít tři ze šesti primárních cílů vybraných z řad vysokých představitelů Japonského císařství, kteří – dle názoru pučistů – bránili militaristům v expanzi:
- Premiér Keisuke Okada (admirál v záloze) – unikl, místo něj pučisté omylem zabili jeho švagra a tajemníka
- Státní rada a nejvyšší komoří Kantaró Suzuki (admirál v záloze) – postřelen, unikl
- Strážce tajné pečeti Makoto Saitó (admirál ve výslužbě) – zabit
- Ministr financí Korekijo Takahaši – zabit
- Generální inspektor armádního výcviku rikogun daišó (陸軍大将 ~ generál) Džótaró Watanabe – zabit
- Bývalý strážce tajné pečeti Nobuaki Makino – unikl

Puč nezískal všeobecnou podporu a za pomoci loajálních jednotek armády a císařského námořnictva se vládě podařilo přimět vzbouřence ke složení zbraní. V následujících procesech bylo 19 vůdců rebelie odsouzeno k trestu smrti zastřelením.
U japonských jmen je rodné jméno uváděno na prvním místě a rodové jméno na druhém